# Esquerda Italiana
A Esquerda Italiana (em italiano: Sinistra Italiana, SI) é um partido político da Itália.
A SI nasceu como um grupo parlamentar na Camera dei Deputati, unindo membros da Esquerda, Ecologia e Liberdade, de ex-deputados do Partido Democrático e antigos membros do MoVimento 5 Estrelas.
Em fevereiro de 2017, na cidade de Rimini, a Esquerda Italiana tornou-se um partido num congresso fundacional, onde estiveram representantes do Podemos, SYRIZA e A Esquerda. Neste congresso, Nicola Fratoianni foi eleito como o líder do partido.
Em finais de 2017, a SI juntou-se com o Possível e o Artigo 1 - Movimento Democrático e Progressista para fundar a coligação de esquerda, Livres e Iguais.